# Heming (socken i Kina, Sichuan, lat 29,86, long 104,36)
Heming (kinesiska: 鹤鸣乡, 鹤鸣) är en socken i Kina. Den ligger i provinsen Sichuan, i den sydvästra delen av landet, omkring 93 kilometer söder om provinshuvudstaden Chengdu. Antalet invånare är 12 140. Befolkningen består av 5 867 kvinnor och 6 273 män. Barn under 15 år utgör 9,0 %, vuxna 15-64 år 75 %, och äldre över 65 år 15,0 %.
Genomsnittlig årsnederbörd är 1 348 millimeter. Den regnigaste månaden är juli, med i genomsnitt 306 mm nederbörd, och den torraste är december, med 13 mm nederbörd.